# Margaret Rhea Seddon
Margaret Rhea Seddon (* 8. November 1947 in Murfreesboro, Bundesstaat Tennessee, USA) ist eine ehemalige US-amerikanische Astronautin.
Seddon erhielt 1970 einen Bachelor in Physiologie von der University of California, Berkeley und einen Doktor in Medizin von der University of Tennessee.
Seddon praktizierte in der allgemeinen Chirurgie in Memphis.

## Astronautentätigkeit
Im Januar 1978 wurde Seddon von der NASA als Astronautenanwärterin ausgewählt. Im September 1996 bereitete sie an der Vanderbilt University Medical School medizinische Experimente vor, die mit der Columbia-Neurolab-Mission im April 1998 in den Weltraum gebracht wurden.

### STS-41-F
STS-41-F war für August 1984 mit der Discovery geplant. Dies wäre der erste Flug der Discovery gewesen, wenn sie nicht aufgrund von Verspätungen der Nutzlast abgesagt worden wäre. Als Besatzung waren Karol Bobko, Donald Williams, Rhea Seddon, David Griggs und Jeffrey Hoffman vorgesehen.
Der Flug wurde dann STS-51-E.

### STS-51-E
Dieser Flug der Challenger wurde wegen Problemen der IUS-Oberstufe abgesagt. Es hätte ein TDRS-Satellit ausgesetzt werden sollen. Als Besatzung waren Karol Bobko, Donald Williams, Rhea Seddon, David Griggs, Jeffrey Hoffman, der französische Nutzlastspezialist Patrick Baudry und der Politiker Jake Garn vorgesehen.

### STS-51-D
Am 12. April 1985 startete Seddon als Missionsspezialistin mit der Raumfähre Discovery zum ersten Mal ins All. Nutzlast waren die beiden Satelliten TELESAT-9 und LEASAT-3. Beim letzteren funktionierte jedoch die automatische Inbetriebnahme der Antenne und des Triebwerks nicht. Trotz eines Weltraumausstiegs durch die Astronauten Jeffrey Hoffman und David Griggs konnte dieser Defekt nicht behoben werden.

### STS-71-E
Der Start der Atlantis-Mission STS-71-E/Spacelab SLS-2 wäre für April 1987 geplant gewesen, wurde jedoch wegen der Challenger-Katastrophe abgesagt. Außer Seddon waren als Besatzungsmitglieder dieser SLS-1-Mission Vance Brand, David Griggs, John Fabian, James Bagian, Francis Gaffney und Robert Phillips geplant.

### STS-40
Am 5. Juni 1991 startete Seddon als Missionsspezialistin mit dem Space Shuttle Columbia zur Mission STS-40. Es war die fünfte Spacelab-Mission, die erste, die sich ausschließlich mit Biowissenschaften beschäftigte. Das wichtigste Experiment war Spacelab Life Sciences-1. Dabei wurden physiologische Untersuchungen an Menschen, 30 Nagetieren und tausenden winzigen Quallen durchgeführt. Von den 18 Untersuchungen beschäftigten sich zehn mit dem Menschen, sieben mit Nagetieren und eines mit Quallen.

### STS-58
Am  18. Oktober 1993 startete Seddon als Missionsspezialistin mit der Raumfähre Columbia ins All. Es handelte sich dabei um die Spacelab-Mission SLS-2 und diente der Erforschung der Auswirkungen der Schwerelosigkeit auf den menschlichen Körper.  Die Landung erfolgte auf der Edwards Air Force Base.

## Nach der NASA
Im November 1997 schied Seddon aus der NASA aus und wurde Assistant Chief Medical Officer der Vanderbilt Medical Group in Nashville, Tennessee.

## Ehrungen
Seddon wurde 2015 in die Astronaut Hall of Fame aufgenommen.

## Privates
Rhea Seddon ist mit dem Astronauten Robert Gibson verheiratet und hat drei Kinder.